# Million Dollar Quartet
"Million Dollar Quartet" (tiếng Việt: "Bộ tứ triệu đô") là tên gọi cho nhóm nhạc thu âm vào ngày thứ ba, 4 tháng 12 năm 1956 tại Sun Studio ở Memphis, Tennessee, Mỹ. Bộ tứ bao gồm những giọng ca xuất sắc nhất thế giới vào thời điểm đó, chính là Elvis Presley, Jerry Lee Lewis, Carl Perkins, và Johnny Cash. Đây có thể được coi là siêu ban nhạc đầu tiên của lịch sử.
Ngày hôm đó, Carl Perkins đang trong phòng thu để thực hiện 2 ca khúc "Matchbox" và "Your True Love". Hai người anh của Carl là Jay và Clayton đã mang Jerry Lee Lewis để chơi piano và W.S. Holland để chơi trống. Nhà sản xuất Sam Phillips là người chịu trách nhiệm chính cho buổi thu. Johnny Cash cũng tình cờ có mặt trong phòng thu trong khi The King (biệt danh của Presley) đang đi tham quan nơi đó. 4 nghệ sĩ cùng tập hợp bên nhau quanh chiếc piano một cách rất tự nhiên. Phillips quyết định mở loa nhằm thu hút các báo địa phương tới viết bài và chụp ảnh. "Khi các chàng trai bắt đầu cất tiếng hát, tôi đã nghĩ rằng nhất định phải ghi âm chúng lại. Tôi nói với Jack Clement (kỹ thuật viên) mở các máy thâu, kể cả khi xung quanh họ không có một chiếc micro nào cả."
Cuộc gặp mặt lịch sử đó được đặt tên là "Million Dollar Quartet" theo nhà báo Bob Johnson trong bài viết xuất hiện vào sáng ngày hôm sau, ám chỉ giá trị của bản thu có thể quy đổi một khi chúng được phát hành. Tuy nhiên, chúng chỉ được phát hành sau cái chết của Elvis. Vì cuộc gặp gỡ khá bất ngờ và không có sự chuẩn bị, chất lượng bản thu nhìn chung là không tốt.
Các ca khúc được ghi lại là những bài hát truyền thống, nhạc Phúc âm, folk, nhạc đồng quê và một số điệu rock and roll của Elvis, Jerry Lee Lewis, Chuck Berry hay Little Richard.
Năm 2009, một vở nhạc kịch cùng tên lấy cảm hứng từ sự kiện lịch sử này được đạo diễn Eric Schaeffer trình diễn tại Nhà hát Apollo ở Chicago. Sau đó nó cũng được trình diễn tại Broadway vào năm 2010.
Có một số nguồn thông tin cho rằng Johnny Cash thực tế đã rời khỏi phòng thu trước khi Sam Phillips bật máy thu âm, song chính Cash đã thừa nhận trong cuốn tự truyện vào năm 1997 rằng mọi người có thể nghe thấy rõ giọng ông trong các đoạn hòa âm khi ông đã buộc phải sắc hơn nhiều so với bình thường

## Nghệ sĩ tham gia
- Elvis Presley: hát, guitar, piano.
- Jerry Lee Lewis: hát, guitar, piano.
- Carl Perkins: hát, guitar
- Johnny Cash: hát.
- Jay Perkins: guitar.
- Clayton Perkins: bass.
- W.S. Holland: trống.

## Danh sách ca khúc
1. Không lời - 1:44
2. "Love Me Tender" - Không lời (Presley/Matson) - 1:02
3. "Jingle Bells" - Không lời (bản gốc) – 1:57
4. "White Christmas" - Không lời (Berlin)- 2:05
5. "Reconsider Baby"(Fulsom) - 2:45
6. "Don't Be Cruel" (Presley/Blackwell) - 2:20
7. Don't Be Cruel" (Presley/Blackwell) - 2:20
8. "Paralyzed" (Presley/Blackwell) - 3:00
9. "Don't Be Cruel" (Presley/Blackwell) - 0:36
10. "There's No Place Like Home" (Payne/Bishop) - 3:36
11. "When The Saints Go Marchin´ In" (bản gốc) - 2:18
12. "Softly And Tenderly" (bản gốc) - 2:42
13. "When God Dips His Love In My Heart" (bản gốc) - 0:23
14. "Just A Little Talk With Jesus" (Derricks) - 4:09
15. "Jesus Walked That Lonesome Valley" (bản gốc) - 3:28
16. "I Shall Not Be Moved" (bản gốc) - 3:49
17. "Peace In The Valley" (Dorsey) - 1:33
18. "Down By The Riverside" (bản gốc) - 2:26
19. "I´m With A Crowd But So Alone" (Tubb/Story) - 1:16
20. "Farther Along" (bản gốc) - 2:08
21. "Blessed Jesus (Hold My Hand)" (bản gốc) - 1:26
22. "On The Jericho Road" (bản gốc) - 0:52
23. "I Just Can't Make It By Myself" (Brewster) - 1:04
24. "Little Cabin Home On The Hill" (Monroe/Flatt) - 0:46
25. "Summertime Is Past And Gone" (Monroe) - 0:14
26. "I Hear A Sweet Voice Calling" (Monroe) - 0:36
27. "Sweetheart You Done Me Wrong" (Monroe) - 0:28
28. "Keeper Of The Key" (Carl hát chính) (Stewart/Howard/Devine/Guynes) - 2:08
29. "Crazy Arms" (Mooney/Seals) - 0:17
30. "Don't Forbid Me" (Singleton) - 1:19
31. "Too Much Monkey Business" (Berry) - 0:05
32. "Brown Eyed Handsome Man" (Berry) - 1:14
33. "Out Of Sight, Out Of Mind" (Hunter/Otis) - 0:37
34. "Brown Eyed Handsome Man" (Berry) - 1:53
35. "Don't Forbid Me" (Singleton) - 0:50
36. "You Belong To My Heart" (Gilbert/Lara) - 1:10
37. "Is It So Strange" (Young) - 1:21
38. "That's When Your Heartaches Begin" (Hill/Fisher/Raskin) - 4:58
39. "Brown Eyed Handsome Man" (Berry) - 0:17
40. "Rip It Up" (Blackwell/Marascalco) - 0:23
41. "I´m Gonna Bid My Blues Goodbye" (Snow) - 0:55
42. "Crazy Arms" (Mooney/Seals) - 3:36
43. "That's My Desire" (Loveday/Kresa) - 2:02
44. "End of the Road" (Lewis) - 1:44
45. "Black Bottom Stomp" (Joseph) - 1:11
46. "You're The Only Star In My Blue Heaven" (Autry) - 1:12
47. "Elvis Says Goodbye" - 0:40

Trong ngoặc đơn là người viết ca khúc.